# 2-idrossiacilsfingosina 1-beta-galattosiltransferasi
La 2-idrossiacilsfingosina 1-beta-galattosiltransferasi è un enzima appartenente alla classe delle transferasi, che catalizza la seguente reazione:
UDP-galattosio + 2-(2-idrossiacil)sfingosina ⇄ UDP + 1-(β-D-galattosil)-2-(2-idrossiacil)sfingosina
Questo enzima è altamente specifico.